# 1730 год в науке
В 1730 году произошли ключевые в науке события, представленные ниже

## События
- Реомюр, Рене Антуан предложил температурную шкалу, названную его именем;
- Витус Беринг вернулся в Санкт-Петербург;
- Михаил Ломоносов отправился на учёбу в Москву.

## Родились
- Анна Барбара Рейнхарт, швейцарский математик.

## Скончались
- Афанасий Шестаков, русский землепроходец.